# نصف إله

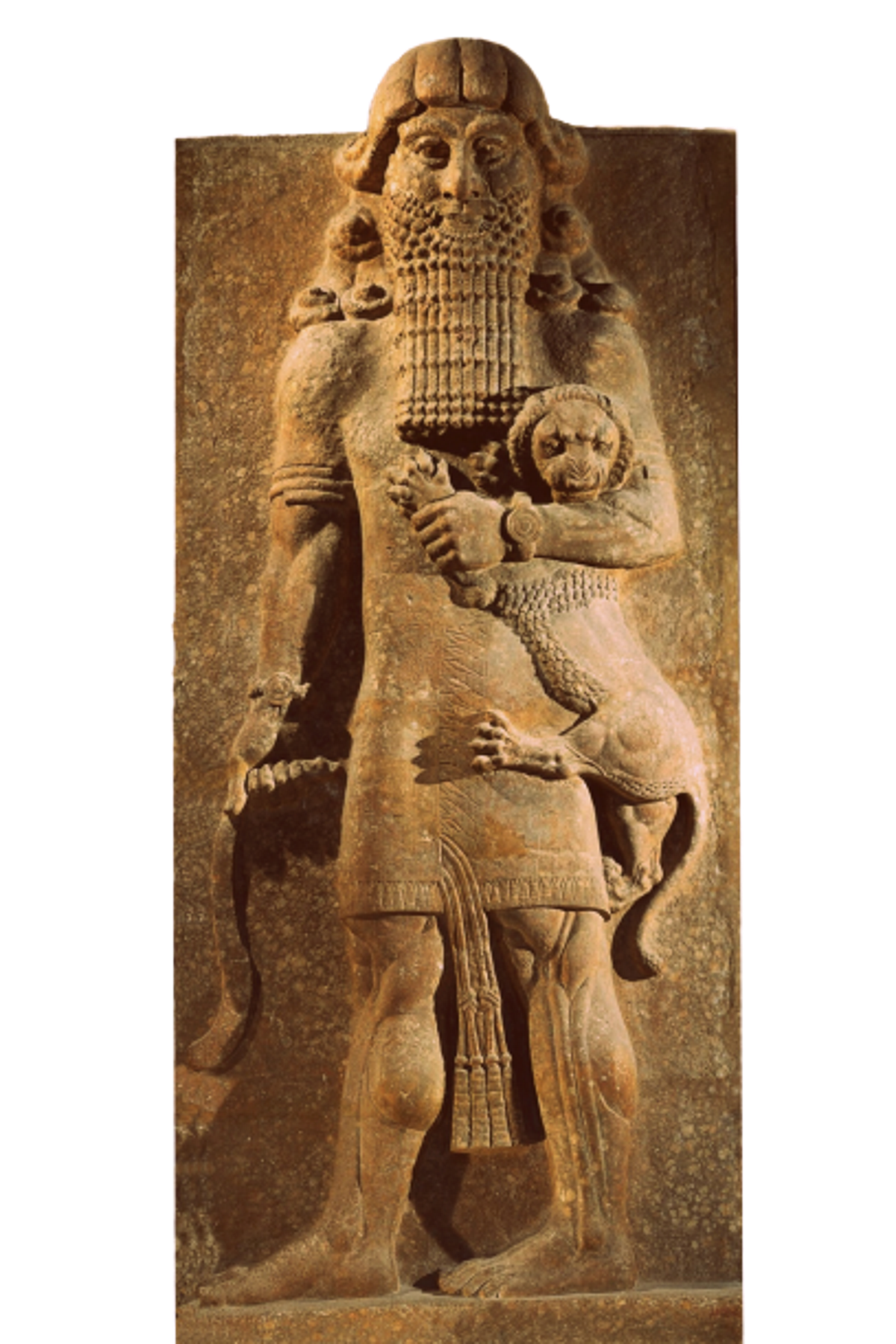
جلجامش

نصف إله هو كائن إلهي أو خارق في الميثولوجيا الكلاسيكية. وقد استخدم هذا المصطلح في طرق مختلفة في أزمنة مختلفة، ويصف شخصية بلغت منزلة إلهية بعد الموت، أو إله أقل مرتبة، أو بشر من نسل إله وإنسان. كما وتتصف شخصية نصف إله بالخلوذ والأبدية. من أنصاف الآلهة: جلجامش، وهرقل لاكن جلجامش البطل العراقي البابلي اشتهر بهاذا القب وفي النصوص القديمة يحكى أنه أصبح خالد بعد تناوله زهرة الخلود.